# Samuel Samuelsson (1689–1781)
Samuel Samuelsson, född 6 februari 1689 i Sya församling, Östergötlands län, död 3 januari 1781 i Adelövs församling, Jönköpings län, var en svensk präst i Adelövs församling.

## Biografi
Samuel Samuelsson föddes 6 februari 1689 i Sya församling. Han var son till en ryttare. Samuelsson blev student 1719 vid Uppsala universitet och prästvigdes 1721. Han blev pastorsadjunkt i Skänninge församling och senare samma år i Fornåsa församling. År 1722 blev han pastorsadjunkt i Adelövs församling och 1723 komminister i Edshults församling. Samuelsson blev 1757 kyrkoherde i Adelövs församling. Han avled 3 januari 1781 i Adelövs församling.
Samuelsson blev Senior Cleri Ostrog.

### Familj
Samuelsson gifte sig med en dotter till kyrkoherden Elias Adelgren i Adelövs församling. De fick tillsammans sonen Samuel Samuelsson som blev kyrkoherde i Linderås församling, Esaias som blev kyrkoherde i Linderås församling, en dotter, gift med komministern Lidén i Edshults församling och en dotter, gift med fänrik Schyttén.